# ویلهلم لیبل
ویلهلم ماریا هوبرتوس لیبل (به آلمانی: Wilhelm Maria Hubertus Leibl) (زاده ۲۳ اکتبر ۱۸۴۴ – درگذشته ۴ دسامبر ۱۹۰۰) نقاش رئالیست اهل آلمان است. شهرت او بیشتر به دلیل پرتره‌ها و صحنه‌هایی از زندگی دهقانی است.

## نگارخانه

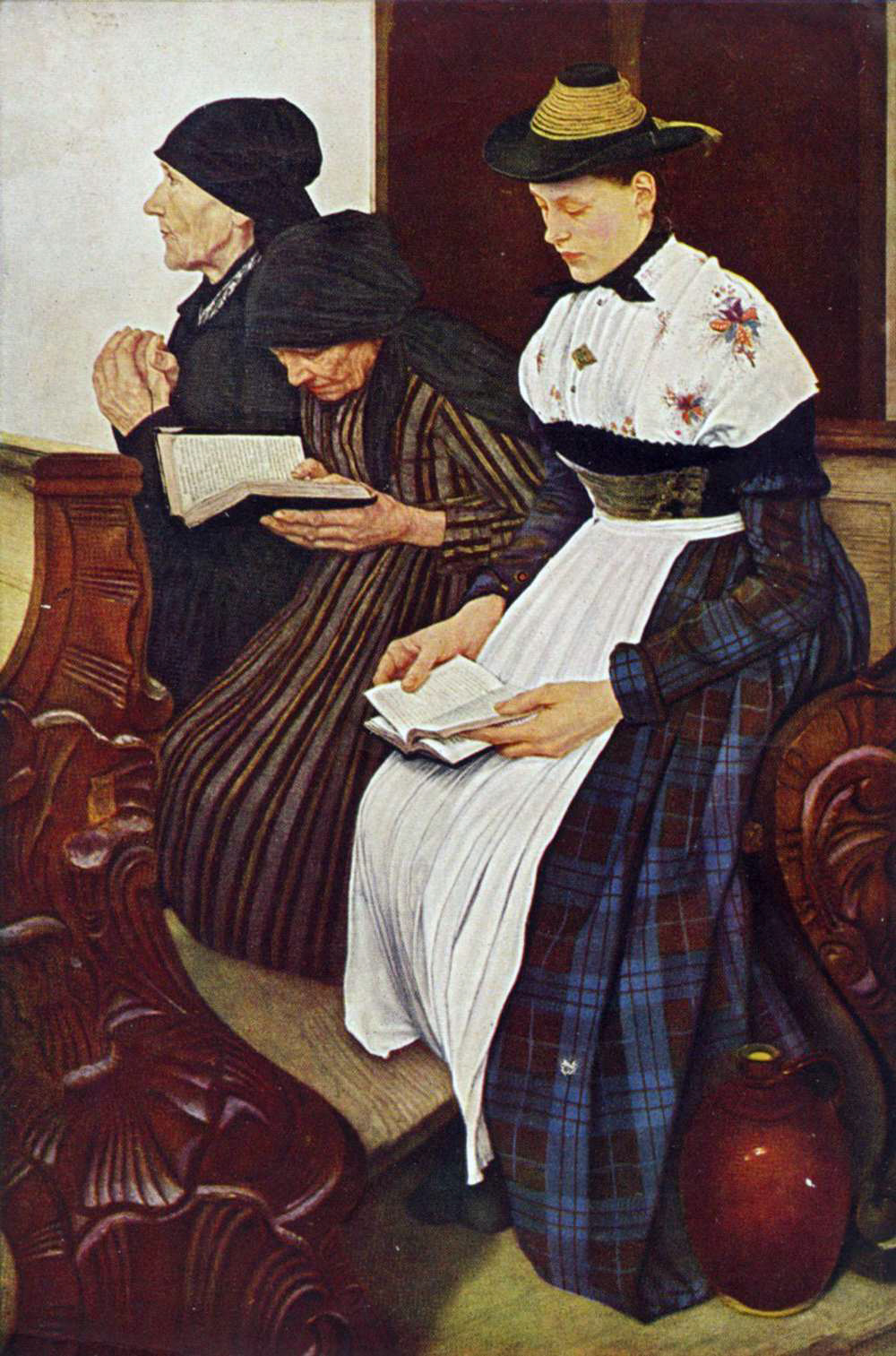
سه زن در کلیسا
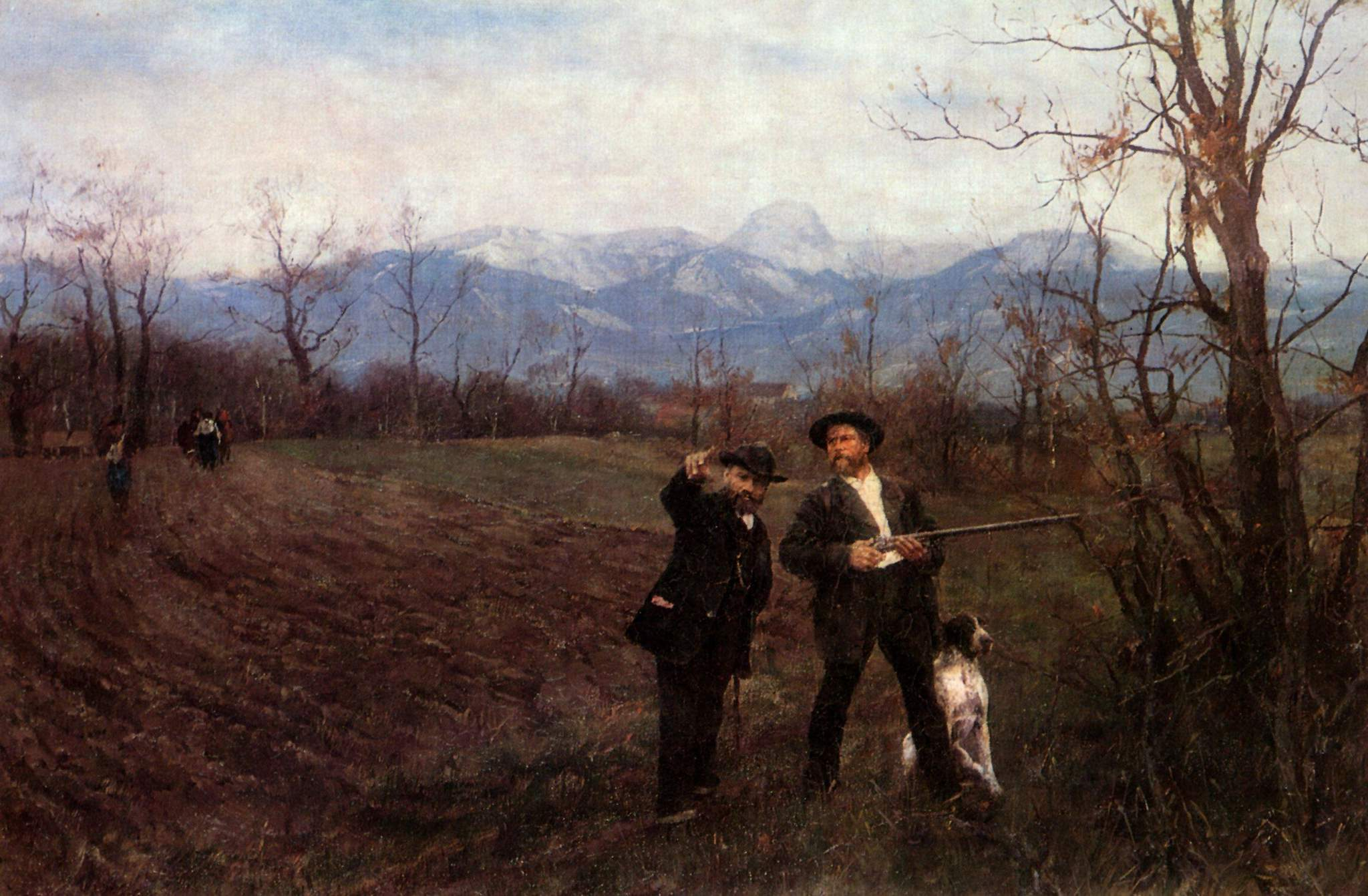
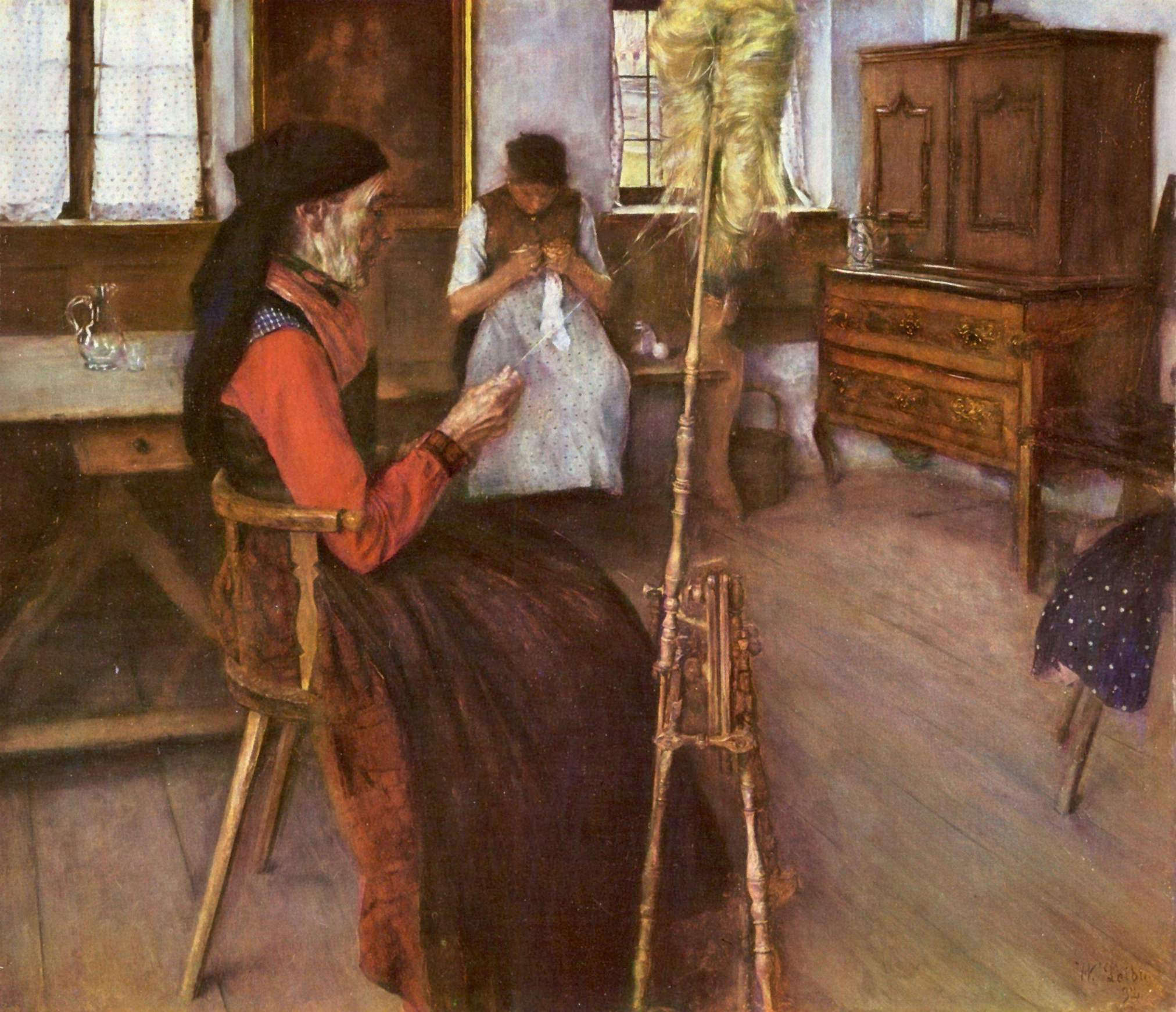
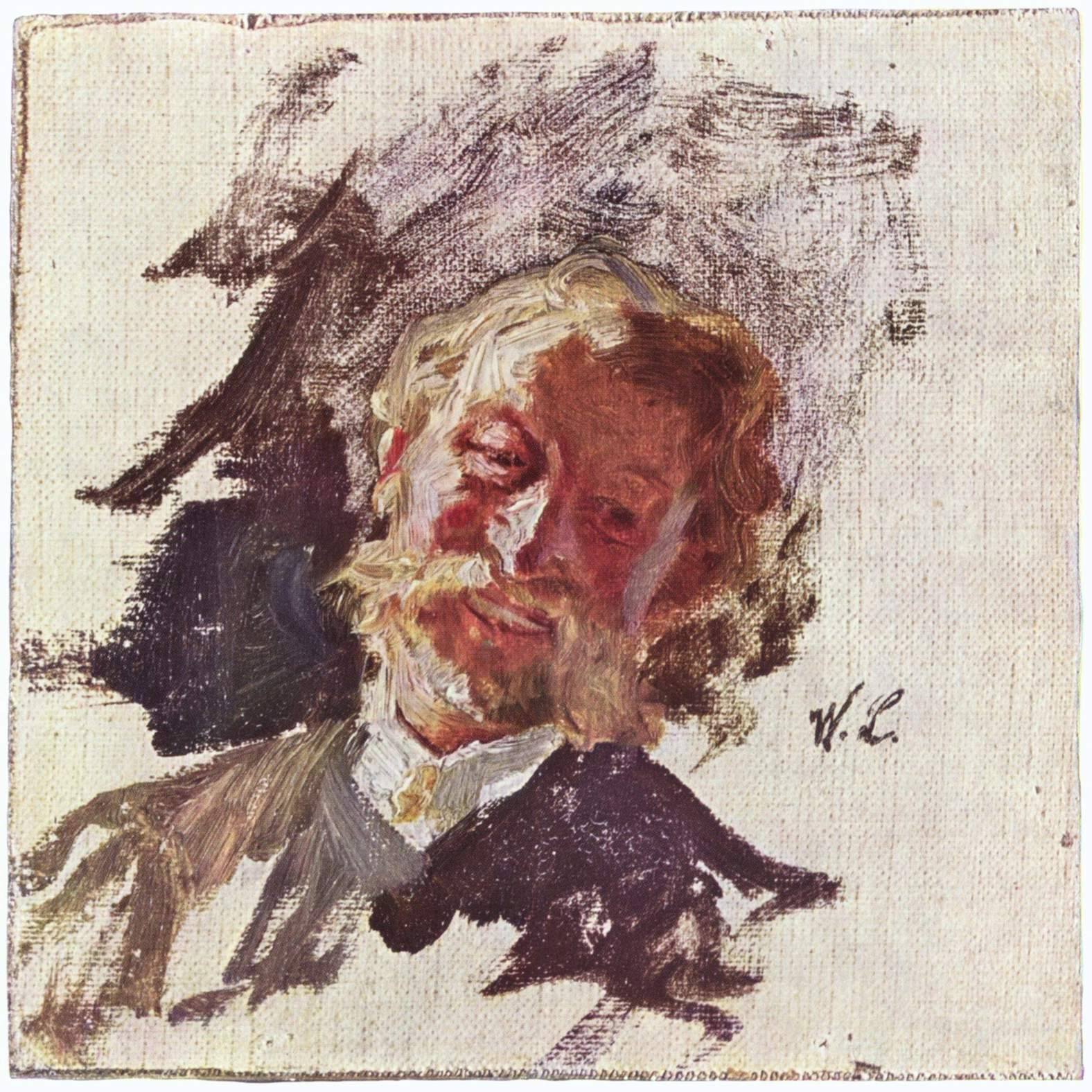
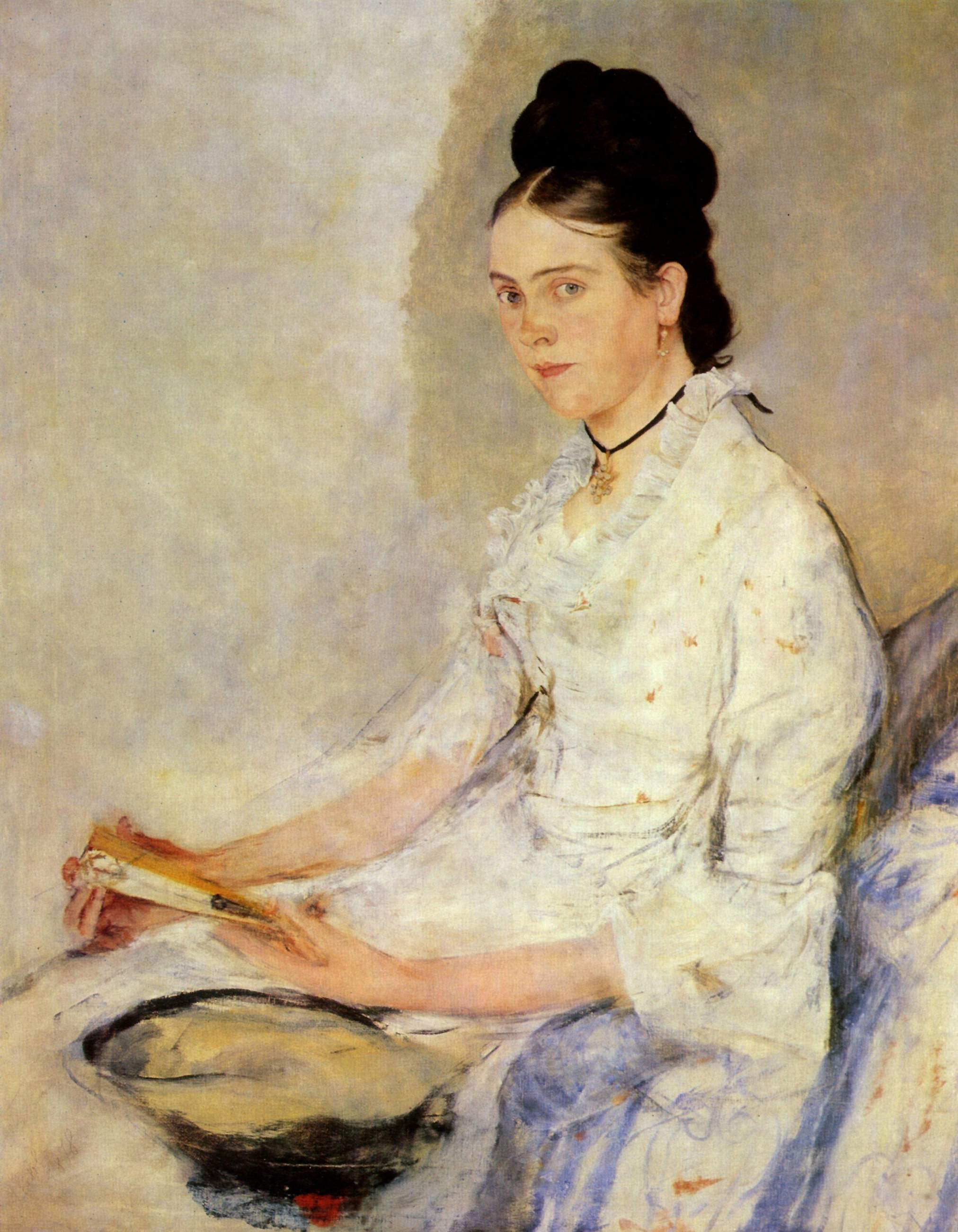
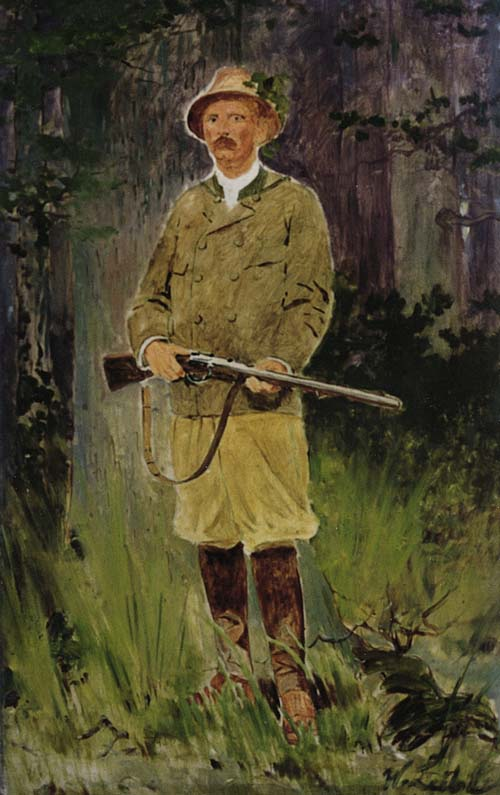
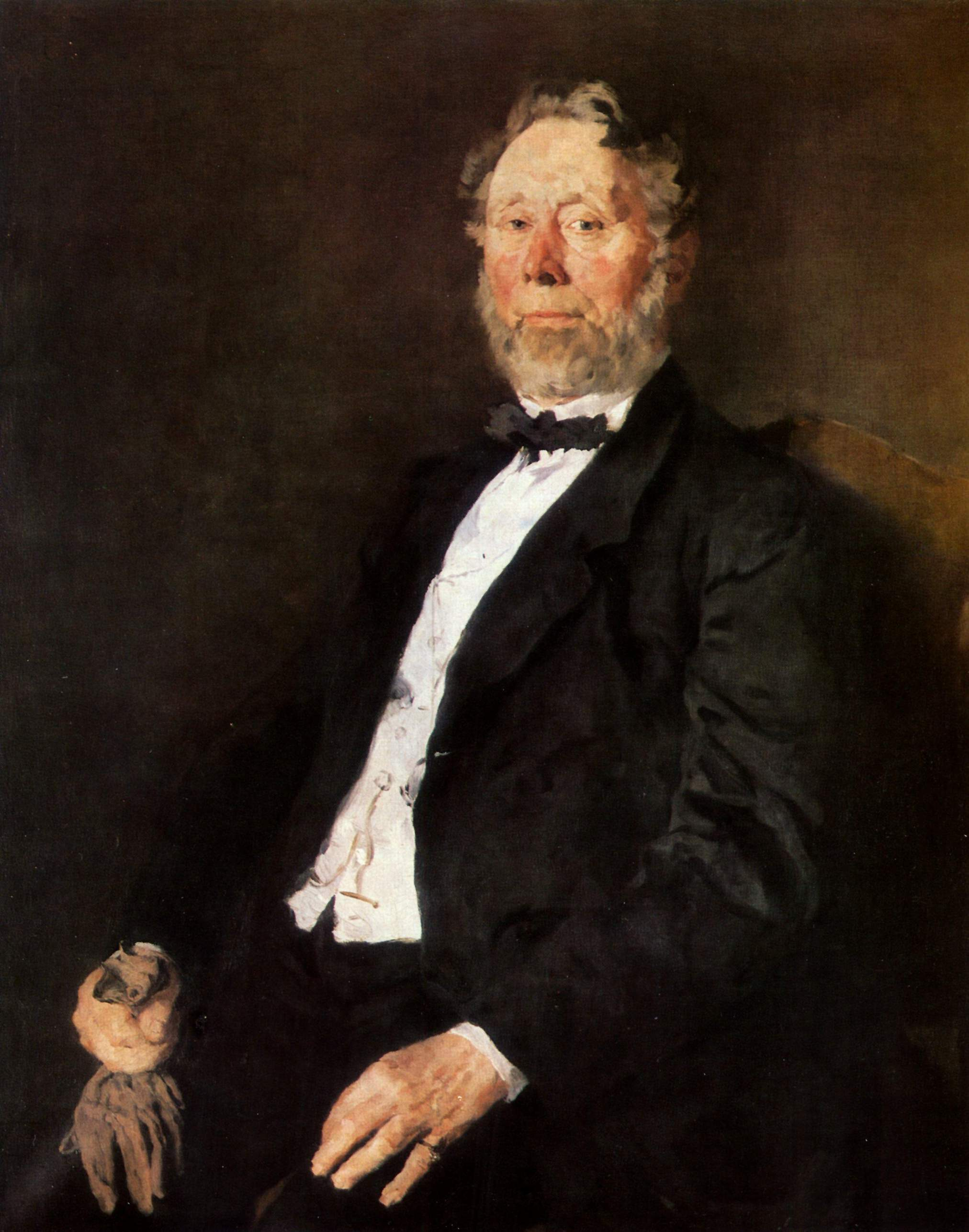
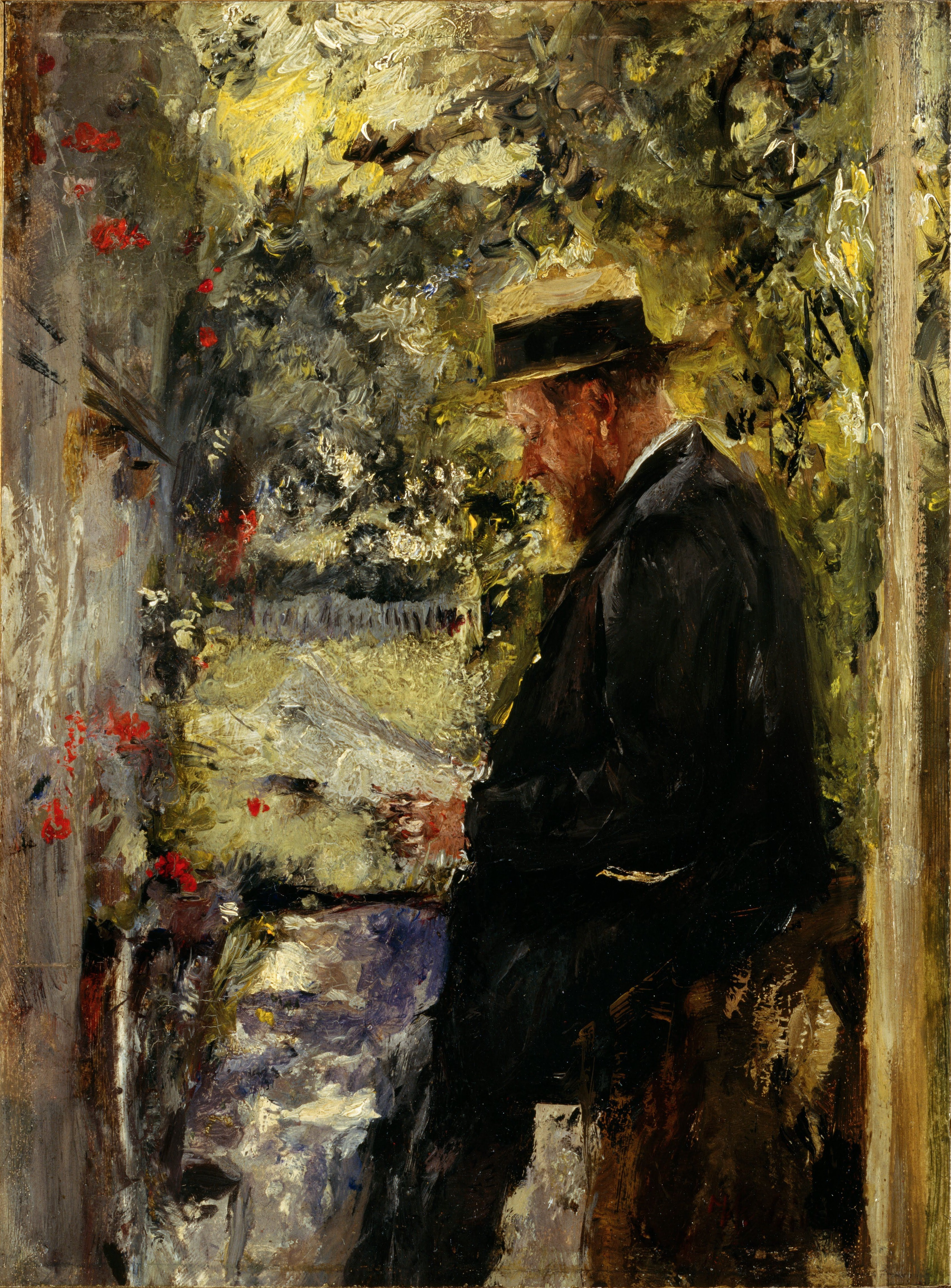